# Горбачи (Мосальский район)
Горбачи — деревня в Мосальском районе Калужской области России. Входит в состав сельского поселения «Село Боровенск».

## География
Деревня Горбачи находится на юго-западе региона, на реке Туросна, на расстоянии 71 километров от Калуги и 209 километров от Москвы.
Абсолютная высота 167 метров над уровнем моря.

### Климат
Климат умеренно континентальный с резко выраженными сезонами года: умеренно жарким и влажным летом и умеренно холодной зимой с устойчивым снежным покровом. Средняя температура июля до +21, января от −12 °C до −8. Тёплый период (с положительной среднесуточной температурой) длится 220 дней.

### Часовой пояс
Деревня Горбачи, как и вся Калужская область, находится в часовой зоне МСК (московское время). Смещение применяемого времени относительно UTC составляет +3:00.

## История
До 2011 года была административным центром сельского поселения «Деревня Горбачи».

## Население
| 2002 | 2010 |
| ---- | ---- |
| 124  | ↗145 |

### Гендерный состав
По данным Всероссийской переписи населения 2010 года в гендерной структуре населения мужчины составляли 44,8 %, женщины — соответственно 55,2 %.

### Национальный состав
Согласно результатам переписи 2002 года, в национальной структуре населения
русские составляли 77 %.

## Инфраструктура
В деревне есть Горбачевская основная общеобразовательная школа.

## Достопримечательности
На восточной окраине деревни установлен памятникам Воинам, погибшим в Великой Отечественной войне 1941—1945 гг., на южной окраине расположена братская могила. 
Создана в 1942 для захоронения воинов, павших в боях за деревню Горбачи. В 1954 году останки воинов из ближайших деревень также были перенесены сюда. Сооружен холм, обложенный дёрном, на нём возведен кирпичный постамент высотой 1,5 метра и установлена двухметровая гипсовая скульптура женщины, держащей лавровый венок. У подножия скульптуры расположены две мемориальные плиты с фамилиями захороненных воинов. На постаменте надпись «Вечная слава героям» и табличка, на которой обозначено «Винокуров В. Я.». Всего в могиле покоится прах 86 воинов.

## Транспорт
Деревня доступна по просёлочным дорогам. Подъездная дорога в южном направлении ведёт к автодороге регионального значения 29К-023 «„Вязьма — Калуга“ — Мосальск».